# Little Ditton
Little Ditton is een gehucht in het Engelse graafschap Cambridgeshire. Het gehucht ligt in de civil parish Woodditton, in het district East Cambridgeshire.
Litte Ditton, ook wel een dorp genoemd, wordt samen met het dorp Ditton Green in het algemeen geduid als het dorp Woodditton. Little Ditton ligt direct ten oosten van Ditton Green/Woodditton en ten westen van het dorp Saxon Street.
Ten zuiden van de kern van Little Ditton ligt het landgoed The Granary Estates.

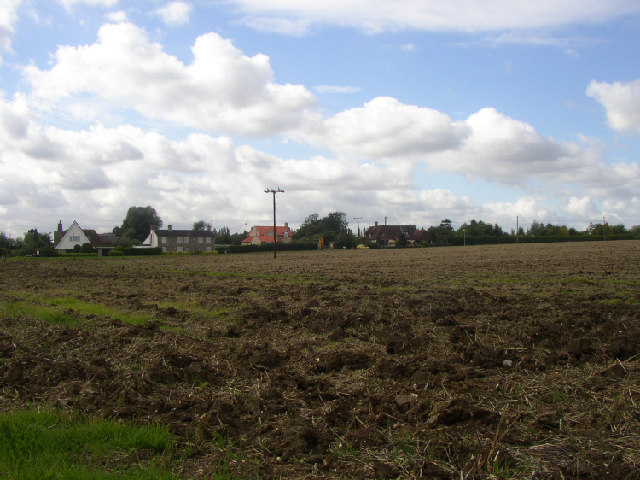
Zicht op Little Ditton